# Noja
Noja è un comune spagnolo di 2 555 abitanti situato nella comunità autonoma della Cantabria, comarca di Trasmiera, nella Costa Orientale della Cantabria.
Il comune non ha frazioni distinte e confina a nord con il Mar Cantabrico e a sud, da ovest ad est rispettivamente con i comuni di Arnuero, Argoños e Santoña. Il centro urbano si trova su una piattaforma a picco sul litorale del Golfo di Biscaglia, fra la punta del Brusco e il Cabo de Quejo e fra le grandi marismas (zone umide presso il mare) che fanno parte del Parco naturale delle lagune di Santoña, Victoria e Joyel, luogo di sosta ideale per gli uccelli di passo o stanziali.
L'esteso arenile del Ris protetto da una barriera di isolotti rocciosi su uno dei quali c'è la ermita de San Pedro, piccola chiesa isolata, e da alte rupi, confina con la marisma di Santoña e la spiaggia di Trengandín che racchiude la marisma di Joyel.
Nel corso del XX secolo l'andamento demografico del comune è stato sempre di crescita, tendenza che mantiene anche attualmente. L'età media della popolazione è di 38 anni. Nella ripartizione della popolazione attiva in base al settore di attività predomina il settore dei servizi con il 52,2% del totale,  seguito da quello dell'edilizia col 33%, poi dall'industria con l'11,5% e dall'agricoltura e allevamento del bestiame con solo il 3,3%. Noja è infatti uno dei maggiori centri turistici della Costa Orientale specialmente durante i mesi estivi quando la popolazione residente raggiunge le sessanta-settantamila presenze.

## Storia
Nella zona esistono siti archeologici in cui si è trovato materiale del paleolitico, neolitico ed anche risalente alla dominazione romana.
La prima citazione di Noja è in un documento scritto risalente al 927 in cui si riferisce intorno alle numerose ermitas allora esistenti. In quel periodo si venivano costituendo i primi paesi attorno alle chiese e ai monasteri, e Noja si formò attorno al Monasterio de San Lorenzo de Garvijos sito ai piedi del monte Mijedo del quale non esistono più nemmeno di resti, ma che nei secoli XII e XIII dominò sulla quasi totalità del territorio di Noja.
Nel Becerro de Behetrias del 1351, raccolta di atti sui privilegi e doveri delle diverse località, questo monastero non è nemmeno nominato e Noja è descritto come dipendente dal Puerto de Santoña che era subordinato al Monasterio de Santa Maria la Real di Najera a seguito di una donazione di Alfonso VII nel 1156. Dal 1085 Noja appartenne alla Junta de siete Villas che facevano parte della Merindad (podesteria) di Trasmiera che i "Re Cattolici" inclusero nel Corregimiento de las cuatro Villas de la costa de la mar (il corregimiento era un raggruppamento di località del realengo, cioè un territorio dipendente direttamente dal re che le governava tramite il corregidor, suo fiduciario, lasciando però ai diversi consigli popolari delle singole località l'esercizio del potere amministrativo). Amministrativamente Noja era divisa in 4 nuclei: Ris, Trengandìn, Fonegra e Cabanzo, oggi quartieri della città. 
Come altre località della comarca di Trasmiera, furono famosi gli artigiani di Noja, scalpellini, scultori, pittori, fonditori di campane, assemblatori di retablos, che sono grandi pale d'altare che sono composte oltre che da quadri, anche da sculture ed ornamenti lignei tipiche della Spagna che si trovano anche alcune chiese della Sardegna, segno evidente dell'influenza spagnola.
Alla fine del medioevo il territorio di Noja fu protagonista delle lotte fra i Castillo della fazione dei Giles e i Venero della fazione dei Negrete. Nel 1644 con la concessione del Privilegio de Vara da parte del re Filippo IV, Noja fu esentata dal potere della Junta de las siete Villas, ed ebbe la facoltà di nominare i propri alcaldes (sindaci). Con la formazione dei comuni costituzionali nel 1822 la Junta de las siete Villas si divise in quattro parti: Castillo, Quejo, Ajo e Meruelo e Noja fu inclusa in Castillo, ma nel 1835 con la riforma amministrativa del regno di Spagna acquistò la sua indipendenza e fu comune costituzionale negli attuali confini.

## Monumenti e luoghi d'interesse
- Molinos de Mar che sfruttavano la forza delle ondate e delle maree che alzano e abbassano il livello delle marismas su cui i mulini erano sistemati. Ci sono i resti di due di questi mulini dal singolare e ingegnoso sfruttamento idraulico del mare.
- Torre del castillo del XV secolo.
- Casa del capitan Francisco Venero y Cabanzo del XVII secolo.
- Casona de Cabanzo del XVIII secolo.
- Casa y capilla de Riz e Gornica del XVIII secolo.
- Casa de Assas' del XVII secolo.
- Casa de Domingo Garcia de Zilla del XVII secolo.
- Casa de Antonio Garcia de Zilla del 1714-1718.
- Casa de José Riz de Assas del 1750-1756.
- Casas de Manuel Morales' del 1913.
- Palazzo del Marchese di Albaicín del 1916.
- Iglesia Parroquial de San Pedro chiesa del XVI secolo.
- Ermita de san Nicolás del X secolo trasformata nel XVII.
- Ermita de San Juan dell'XI secolo anch'essa trasformata nel XVII.
- Ermita de San Pedro' nell'isola di San Pedruco di fronte al litorale del Ris del XVI secolo.

## Feste
Due sono le feste insieme sacre e profane di Noja come è consuetudine in Spagna: San Juan Bautista il 24 giugno e Los santos Martires il 30 agosto.